# Rairangpur
Rairangpur là một thị xã và là nơi đặt ủy ban khu vực quy hoạch (notified area committee) của quận Mayurbhanj thuộc bang Orissa, Ấn Độ.

## Nhân khẩu
Theo điều tra dân số năm 2001 của Ấn Độ, Rairangpur có dân số 21.682 người. Phái nam chiếm 51% tổng số dân và phái nữ chiếm 49%. Rairangpur có tỷ lệ 72% biết đọc biết viết, cao hơn tỷ lệ trung bình toàn quốc là 59,5%: tỷ lệ cho phái nam là 79%, và tỷ lệ cho phái nữ là 65%. Tại Rairangpur, 12% dân số nhỏ hơn 6 tuổi.